# Adam Mikołajewski (muzyk)
Adam Mikołajewski (ur. 5 września 1970 w Płocku) – polski perkusista rockowy. Od 1991 do 2017 roku perkusista zespołu Farben Lehre. Muzyk sesyjny.

## Wybrana dyskografia
Płyty:
- My maszyny (1993)
- Samo życie (live) (1994)
- Nierealne ogniska (1995)
- Insekty (1995)
- Zdrada (1996)
- Pozytywka (2003)
- Farbenheit (2005)
- Farben Lehre (2006)
- Snukraina (2008)
- Ferajna (2009)
- Achtung 2012 (2012)
- Projekt Punk (2013)
- Trzy dekady (2016)

DVD:
- Przystanek Woodstock 2006 (2008)
- PRlive – Wrocław 2008 (2009)
- Przystanek Woodstock 2014 – Projekt PUNK (2014)
- Live in Fonobar (2015)
- Koncertowo Woodstock Krishna Stage 2016 (2016)